# Göteborg–Borås–Alvesta Järnväg
Göteborg–Borås–Alvesta Järnväg (GBAJ) var mellan 1904 och 1940 en gemensam förvaltningsorganisation för järnvägsbolagen Göteborg-Borås Järnväg AB och Borås-Alvesta Järnväg AB, i sin tur främst ägda av Göteborgs stad och Borås stad. Efter ett beslut i riksdagen 1940 uppgick bolaget i Statens Järnvägar.
Bland styrelseordföranden fanns Theodor Mannheimer och August Wijkander.
Företaget var 1935 en av huvudfinansierärerna till slalombacken i Isaberg invid Hestra, vilket var en av Sveriges första skidanläggningar.